# Herb Goldstein
Herbert J. Goldstein (* 13. September 1926 in New Orleans, Louisiana; † 25. August 2005 in Miami, Florida) war ein US-amerikanischer Film- und Fernsehschauspieler.

## Filmografie (Auswahl)
- 1973: Schoolgirls in Chains
- 1974: Fugitive Killer
- 1974: Salty
- 1975: Vermißt im Bermuda-Dreieck
- 1976: Mako, die Bestie
- 1976: Blood Stalkers
- 1977: James Bond Der Mann mit dem goldenen Colt
- 1979: Die Wildschweine sind los!
- 1980: Der Supercop
- 1980: Der Pilot
- 1980: ¿Qué pasa, U.S.A.?
- 1981: Die Augen eines Fremden
- 1981: Zwei Asse trumpfen auf (Chi trova un amico, trova un tesoro)
- 1981: Gorilas a todo ritmo
- 1982: Das Wunder der 8. Straße
- 1985: Die Miami Cops
- 1986: Street Hunter
- 1987/1989: Miami Vice
- 1987: Masterblaster
- 1988: Sein härtester Gegner
- 1990: Miami Blues
- 1992: Twin Sisters – Der Callgirl-Killer
- 1995: Dr. Jekyll & Miss Hyde